# Sant Joan dels Balbs

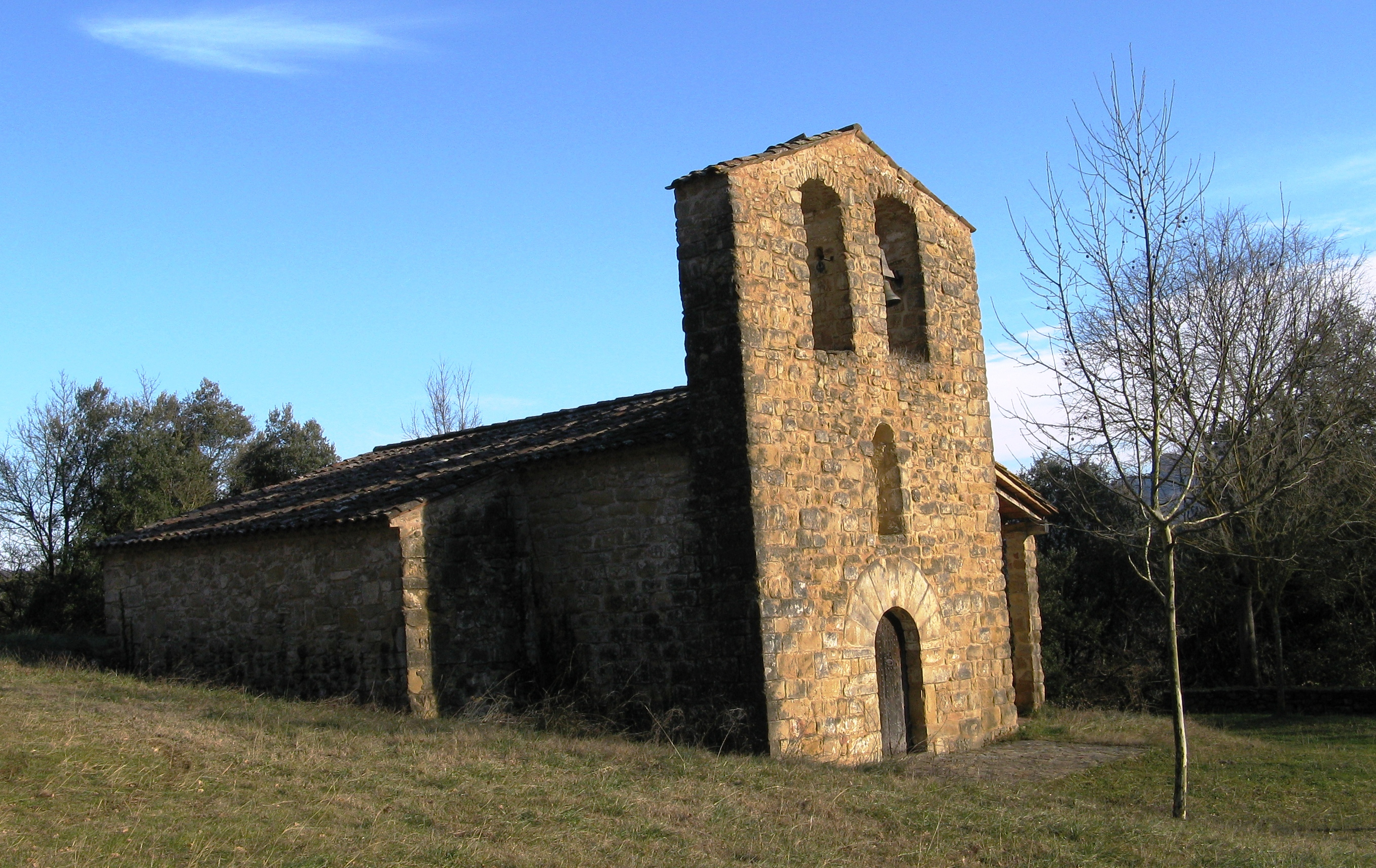
Sant Joan de Balbs – Gesamtansicht von Nord-Westen

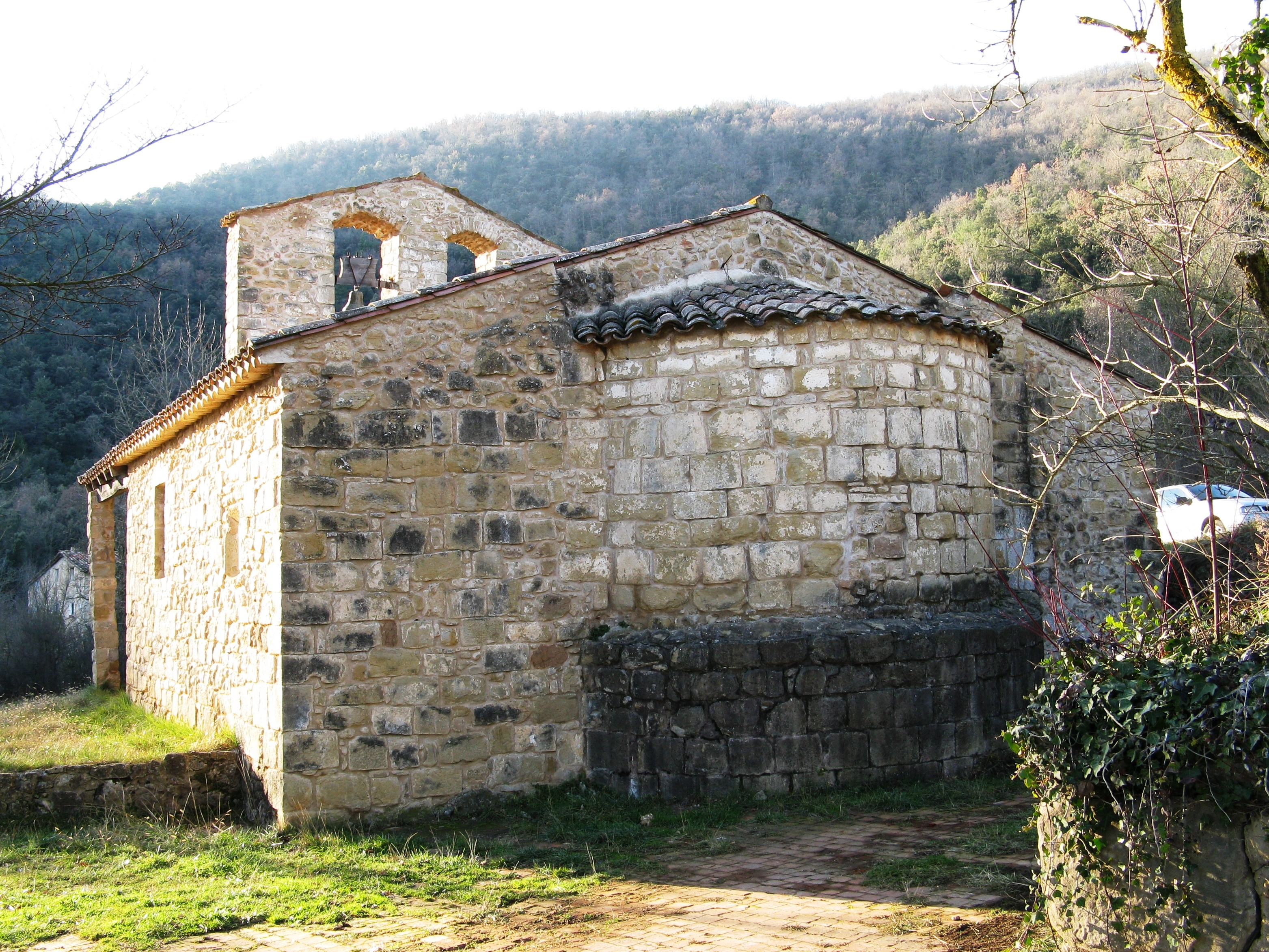
Sant Joan de Balbs – Ansicht von Osten mit der verkleinerten Apsis

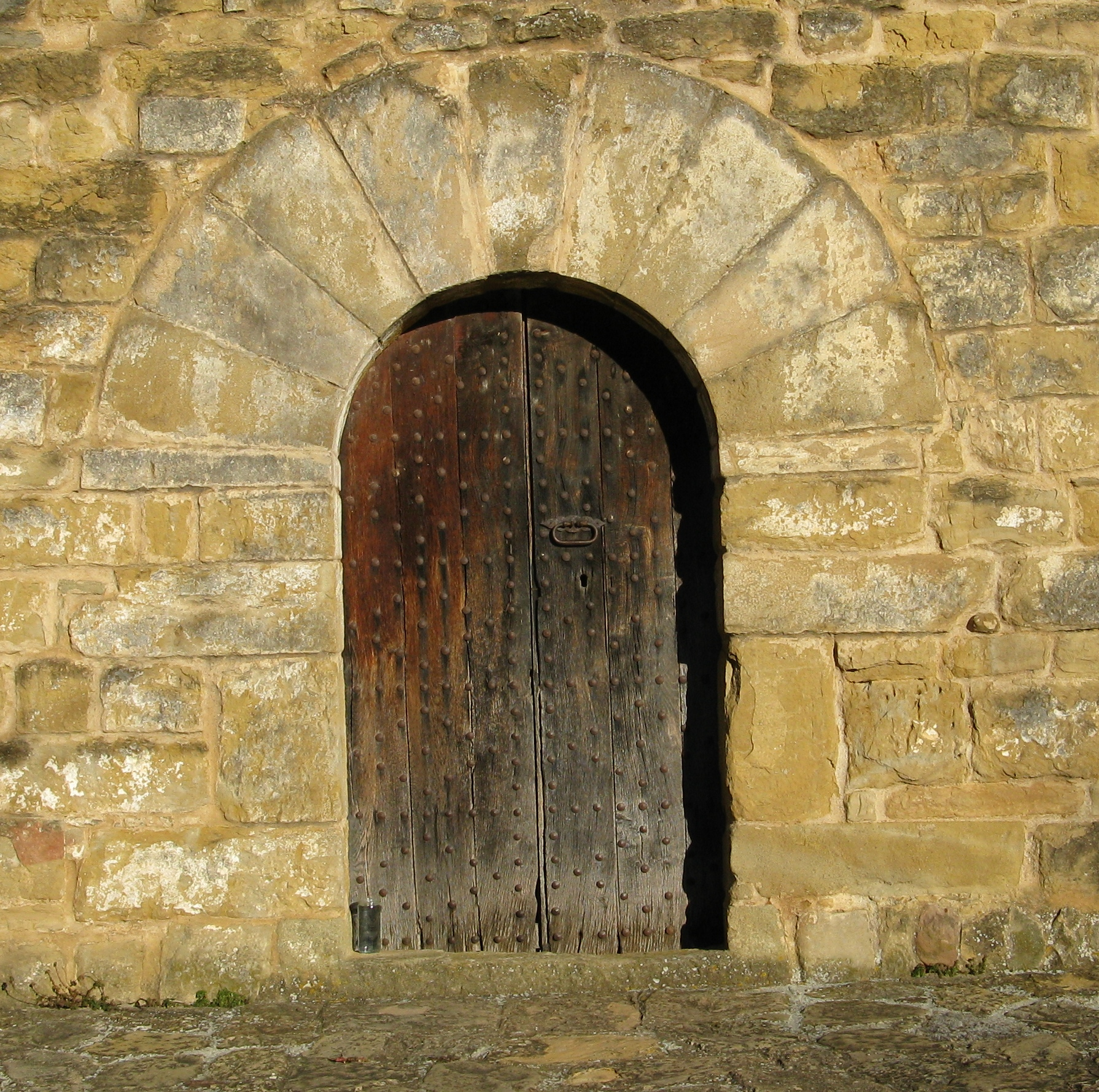
Sant Joan de Balbs – Eingangsportal

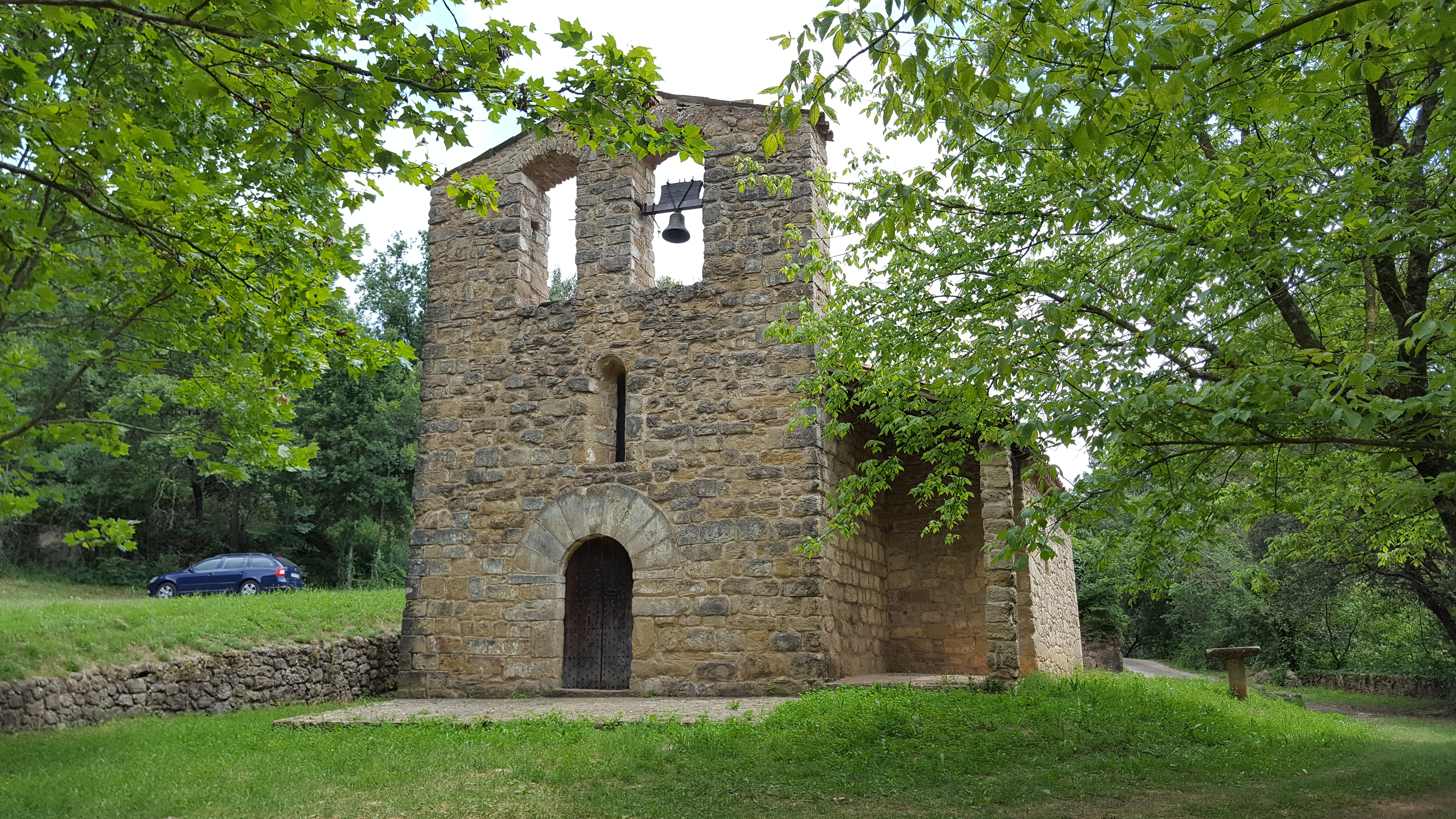
Sant Joan de Balbs – Gesamtansicht von Westen mit dem Taufbecken im Außenbereich (rechts)

Sant Joan dels Balbs war ursprünglich eine einschiffige romanische Kirche aus dem 12. Jahrhundert im gleichnamigen sehr kleinen Ortsteil der Gemeinde La Vall d’en Bas in der katalanischen Provinz Girona in Spanien. Die Kirche liegt auf einer Höhe von 536 Metern. Sie wurde durch die Erdbeben von Olot im 15. Jahrhundert vollkommen zerstört und im Gegensatz zu vielen anderen romanischen Kapellen in der Garrotxa weitgehend im romanischen Stil wiedererrichtet.

## Baugeschichte
Die heutige Kapelle wurde in ihren Ursprüngen im 12. Jahrhundert errichtet. Es gab einen Vorgängerbau, denn die Kirche wird im Jahr 977 anlässlich der Übergabe des Baues durch den Grafen Miró von Besalú an das Kloster von La Pinya ersterwähnt. Im Jahr 1427 wird die Kirche bei der Vergabe der Pfarreiprivilegien durch den Vescomte Bernat Joan de Cabrera als „Sent Johan dels Balps“ erwähnt. Bei den Erdbeben von 1427 und 1428 wurde die Kirche weitgehend zerstört. Die Messe wurde ab diesem Zeitpunkt bis nachweislich 1436 in einer provisorischen Hütte gehalten. Noch im 15. Jahrhundert hat man die Kirche in zwei Etappen wiedererrichtet. Man verwendete hierzu die gut behauenen, nicht polierten Quadersteine aus dem original romanischen Mauerwerk. In der zweiten Phase verwendete man kleinere Quadersteine. Die Größenunterschiede des basalen Mauerwerkes mit seinen größeren Steinen gegenüber den höher liegenden Mauerschichten ist deutlich zu sehen. Die Apsis wurde wie in dem Originalbau wieder halbkreisförmig ausgeführt, jedoch wurde der Radius der Apsis kleiner bemessen. Diese Änderung gegenüber dem romanischen Vorgängerbau kann von der Außenseite gut nachvollzogen werden. Die Kirche erhielt bei ihrem Wiederaufbau gegenüber dem romanischen Tonnengewölbe ein leichtes Spitzbogengewölbe. Die ebenfalls wiederhergestellte Westfront des Gebäudes weist ein Portal mit einem Rundbogen auf. Darüber ist ein Rundbogenfenster angebracht. Über der Westfront ist die Glockenwand mit zwei Öffnungen angebracht. Im Jahr 1609 wurde die Kapelle als Suffragankirche der Pfarrei Santa Maria von La Pinya unterstellt. Im 18. Jahrhundert wurden auf der Süd- und auf der Nordseite jeweils eine Seitenkapelle angebaut. Der Anbau im Süden wurde als Sakristei genutzt. Im Westen an diesen Anbau anschließend hat man eine Säulenhalle errichtet. Im südlichen Außenbereich der Kirche steht ein einfaches Immersionstaufbecken aus Stein. In den ikonoklastischen Wirren im Vorfeld des Spanischen Bürgerkrieges ging die in der Kirche stehende romanische Figur der „Santa Maria“ aus dem 12. Jahrhundert verloren. Es war eine 65 Zentimeter hohe bemalte Holzschnitzfigur, die auf einem Thron saß. Auf ihrem linken Knie saß ein Kind. In den Jahren von 1978 bis 1980 wurde die Kirche einer generellen Restaurierung unterzogen, die den romanischen Stil des Gebäudes wieder voll zur Geltung brachte.